# Sofia Mestari
Sofia Mestari (27 september 1980, Casablanca, Marokko) is een Marokkaanse zangeres. Ze is het meest bekend van haar deelname aan het Eurovisiesongfestival van 2000 voor Frankrijk met On aura le ciel.

## Jeugd
Sofia Mestari woonde de eerste zes jaren van haar leven in Marrakesh. Haar ouders hadden hier een hotel. Toen ze tien jaar was verhuisde ze met haar familie naar de Franse hoofdstad Parijs. Op vijftienjarige leeftijd zong ze liedjes uit het Engelstalige repertoire om vervolgens een contract te tekenen met Universal Music.

## Eurovisiesongfestival
In februari 2000 werd Mestari bij de directe uitzending op France 3 van de Franse voorronde voor het Eurovisiesongfestival 2000 gekozen als deelnemer voor Frankrijk. Ze werd gekozen door het publiek uit in totaal 14 deelnemers met het lied On aura le ciel. Op het songfestival in Stockholm eindigde ze op de 23e en voorlaatste plaats met slechts vijf punten. In de Franse hitparade bereikte het nummer de 50e plaats.

## Na het songfestival
Sofia Mestari bracht een album uit, eveneens met de titel On aura le ciel. Ook kwamen de singles Ce que tu m’as fait en Ne pars pas uit. Deze bereikten respectievelijk plaats 29 en 27 in de Franse hitparade.
Mestari nam in 2008 het duet De l'autre côté de la mer op met zangeres Assia Maouene. Op 9 mei 2011 kwam het album À la croisée des chemins uit, waarvan de singles Peu m'importe en En toi uitkwamen. Op 29 juni 2011 nam ze in Guipavas deel aan het programma "Rêves" voor het goede doel, samen met Halim Corto.

## Discografie albums
- 2000: On aura le ciel
- 2003: En plein cœur de la nuit
- 2008: La vie en entier
- 2011: À la croisée des chemins

- Bibliothèque nationale de France: cb14042886s (data)
- Gemeinsame Normdatei: 135368030
- International Standard Name Identifier: 0000 0000 5517 6696
- MusicBrainz: dddd4274-956b-4b7d-a808-f1e02fda799e
- Virtual International Authority File: 42041504
- WorldCat: E39PBJbxGMKv3GKYcRYCQTfg8C

1956: Mathé Altéry + Dany Dauberson · 
1957: Paule Desjardins · 
1958: André Claveau · 
1959: Jean Philippe · 
1960: Jacqueline Boyer · 
1961: Jean-Paul Mauric · 
1962: Isabelle Aubret · 
1963: Alain Barrière · 
1964: Rachel · 
1965: Guy Mardel · 
1966: Dominique Walter · 
1967: Noëlle Cordier · 
1968: Isabelle Aubret · 
1969: Frida Boccara · 
1970: Guy Bonnet · 
1971: Serge Lama · 
1972: Betty Mars · 
1973: Martine Clémenceau · 
1975: Nicole Rieu · 
1976: Catherine Ferry · 
1977: Marie Myriam · 
1978: Joël Prévost · 
1979: Anne-Marie David · 
1980: Profil · 
1981: Jean Gabilou · 
1983: Guy Bonnet · 
1984: Annick Thoumazeau · 
1985: Roger Bens · 
1986: Cocktail Chic · 
1987: Christine Minier · 
1988: Gérard Lenorman · 
1989: Nathalie Pâque · 
1990: Joëlle Ursull · 
1991: Amina · 
1992: Kali · 
1993: Patrick Fiori · 
1994: Nina Morato · 
1995: Nathalie Santamaria · 
1996: Dan Ar Braz & Héritage des Celtes · 
1997: Fanny · 
1998: Marie Line · 
1999: Nayah · 
2000: Sofia Mestari · 
2001: Natasha Saint-Pier · 
2002: Sandrine François · 
2003: Louisa Baïleche · 
2004: Jonatan Cerrada · 
2005: Ortal · 
2006: Virginie Pouchain · 
2007: Les Fatals Picards · 
2008: Sébastien Tellier · 
2009: Patricia Kaas · 
2010: Jessy Matador · 
2011: Amaury Vassili · 
2012: Anggun · 
2013: Amandine Bourgeois · 
2014: Twin Twin · 
2015: Lisa Angell · 
2016: Amir · 
2017: Alma · 
2018: Madame Monsieur · 
2019: Bilal Hassani · 
2021: Barbara Pravi · 
2022: Alvan & Ahez · 
2023: La Zarra · 
2024: Slimane · 
2025: Louane